# San Fernando de Apure
Pour les articles homonymes, voir San Fernando.
San Fernando de Apure est une ville du Venezuela, capitale de la paroisse civile d'Urbana San Fernando, chef-lieu de la municipalité de San Fernando et capitale de l'État d'Apure. Elle a été fondée en 1788 sous le nom de Villa de San Fernando del Paso Real de Apure. Sa population était de 175 056 habitants lors du recensement de 2001.